# 1. slovenská národní fotbalová liga 1984/1985
V soubojích 16. ročníku 1. slovenské národní fotbalové ligy 1984/85 se utkalo 16 týmů dvoukolovým systémem podzim–jaro.

## Konečná tabulka
Zdroj: 
| Poř. | Tým                               | Z  | V  | R | P  | VG | OG | B  |
| ---- | --------------------------------- | -- | -- | - | -- | -- | -- | -- |
| 1.   | DAC Poľnohospodár Dunajská Streda | 30 | 19 | 6 | 5  | 60 | 21 | 44 |
| 2.   | Plastika Nitra                    | 30 | 17 | 5 | 8  | 67 | 34 | 39 |
| 3.   | ZVL Považská Bystrica             | 30 | 16 | 6 | 8  | 52 | 35 | 38 |
| 4.   | Slavoj Poľnohospodár Trebišov     | 30 | 14 | 5 | 11 | 40 | 33 | 33 |
| 5.   | Slovan Agro Levice                | 30 | 12 | 8 | 10 | 46 | 45 | 32 |
| 6.   | Zemplín Vihorlat Michalovce       | 30 | 14 | 3 | 13 | 51 | 47 | 31 |
| 7.   | Chemlon Humenné                   | 30 | 11 | 9 | 10 | 33 | 43 | 31 |
| 8.   | Slovenský hodváb Senica           | 30 | 11 | 8 | 11 | 43 | 44 | 30 |
| 9.   | Baník Prievidza                   | 30 | 13 | 4 | 13 | 46 | 48 | 30 |
| 10.  | Gumárne 1. mája Púchov            | 30 | 12 | 5 | 13 | 43 | 49 | 29 |
| 11.  | Spartak ZŤS Dubnica n/V           | 30 | 11 | 7 | 12 | 40 | 49 | 29 |
| 12.  | TJ ZŤS Martin                     | 30 | 10 | 7 | 13 | 30 | 37 | 27 |
| 13.  | ZŤS Košice                        | 30 | 10 | 6 | 14 | 42 | 47 | 26 |
| 14.  | Vagónka Poprad                    | 30 | 9  | 5 | 16 | 27 | 50 | 23 |
| 15.  | TTS Trenčín                       | 30 | 7  | 8 | 15 | 30 | 41 | 22 |
| 16.  | Lokomotíva Bane Spišská Nová Ves  | 30 | 6  | 4 | 20 | 29 | 56 | 16 |

Poznámky:
- Z = Odehrané zápasy; V = Vítězství; R = Remízy; P = Prohry; VG = Vstřelené góly; OG = Obdržené góly; B = Body

|  | 1. československá fotbalová liga 1985/86    |
|  | 2. slovenská národní fotbalová liga 1985/86 |

## Soupisky mužstev

### DAC Poľnohospodár Dunajská Streda
Ján Veselý (30/0) –
Juraj Audi (25/5),
Peter Bartoš (20/1),
Jozef Csifári (1/0),
Ľubomír Čertek (1/0),
František Halag (2/0),
Ján Hodúr (28/4),
Jozef Horváth (26/3),
Ladislav Kalmár (26/10),
Ján Kapko (13/0),
Karol Krištof (30/1),
Jozef Krško (19/1),
Dušan Leško (14/0),
Pavol Leškiv (3/0),
Juraj Majoroš (29/10),
Peter Michalec (10/0),
Pavol Mucha (1/0),
Jaroslav Nagy (29/3),
Ján Neshyba (20/0),
Viliam Sipos (20/0),
Ladislav Tóth (29/22) −
trenér Karol Pecze, asistent Dušan Abrahám

### Plastika Nitra
Ladislav Molnár (24/0),
Peter Palúch (7/0) –
Augustín Antalík (25/3),
Pavol Benčo (2/0),
Jozef Blaho (5/0),
Dušan Borko (17/6),
Jaroslav Dekýš (30/9),
František Halás (11/3),
Karol Herák (27/0),
Michal Hipp (15/0),
Kamil Chatrnúch (25/0),
Róbert Jež (26/8),
Ľubomír Kollár (17/2),
Rudolf Kramoliš (11/3),
Miloš Lejtrich (13/7),
Dušan Liba (26/5),
Ľubomír Mihok (25/5),
Marek Mikuš (4/0),
Zoltán Molnár (29/11),
Ľubomír Moravčík (24/4),
Milan Rimanovský (4/0),
Ján Valent (2/0),
Branislav Varga (4/0),
Juraj Varga (1/0),
Attila Vaš (1/0),
Alfonz Višňovský (6/0) −
trenér Stanislav Jarábek, asistent Ivan Horn

### ZVL Považská Bystrica
Peter Bartek (2/0),
Jozef Gálik (28/0) –
Štefan Baroš (5/0),
Vladimír Bednár (10/0),
Marián Fiantok (17/5),
Marcel Chládek (30/19),
Jaroslav Kališ (26/5),
Emil Kolkus (29/1),
Ľuboš Kopines (10/0),
Ľubomír Kubiš (1/0),
Stanislav Lieskovský (12/1),
Peter Majerník (3/0),
Marián Martinka (25/3),
Vladimír Masár (19/3),
Ľubomír Mateašík (1/0),
Milan Novák (25/2),
Jaroslav Pavlík (24/3),
Miroslav Pribila (24/1),
Ján Tatiersky (23/1),
Dušan Tonkovič (1/0),
Jaroslav Vágner (6/0),
Július Weibel (27/6),
Ján Zajac (23/0) –
trenér Štefan Hojsík, asistent Marián Jokel

### Slavoj Poľnohospodár Trebišov
Miroslav Andrejko (5/0),
Anton Jánoš (17/0),
Miroslav Repovský (10/0) –
Igor Andrejko (6/0),
Andrej Blanár (5/0),
Zoltán Breuer (27/0),
Stanislav Čech (27/5),
Jozef Ďurko (10/1),
Róbert Filko (3/0),
Peter Furda (7/1),
Gabriel Gojdič (25/4),
Stanislav Izakovič (1/0),
Mikuláš Juhás (12/2),
Milan Juhás (24/3),
Jozef Kiráľ (1/0),
Pavol Kretovič (28/4),
Cyril Migaš (27/1),
Gabriel Nagy (23/5),
Ján Novák (20/5),
Vladimír Rusnák (24/2),
Jozef Stuň (9/0),
Zoltán Szedlák (15/3),
Štefan Taššo (2/0),
Ladislav Vankovič (25/3),
Štefan Voroňák (14/0),
Ján Zuzčin (16/1) –
trenér Vojtech Malaga, asistent Pavol Kövér

### Slovan Agro Levice
Ľubomír Gubík (1/0),
Dezider Halmo (24/0),
Viliam Kulcsár (7/0) –
Ivan Baláž (25/4),
Ľubomír Bartovič (25/10),
Ľubomír Havran (10/0),
Peter Hodúr (20/2),
Miroslav Chlpek (23/0),
Jozef Chovanec (17/1),
Jozef Ivančík (23/4),
Štefan Klenko (30/9),
Miloš Klinka (24/0),
Jozef Krenčan (6/0),
Peter Lebocz (3/0),
Ján Maslen (27/1),
Jozef Pichňa (29/3),
Jozef Remeň (26/1),
Štefan Slanina (30/6),
Ladislav Sokol (5/0),
Ladislav Struhárňanský (24/4),
Vladimír Želiazka (1/0) –
trenér František Skyva, asistent Eugen Černák

### Zemplín Vihorlat Michalovce
Milan Palovčák (5/0),
Ladislav Zupko (25/0) –
Ján Adamčík (1/0),
Milan Bakajsa (28/9),
Ľubomír Čižmár (14/2),
Peter Geroč (27/5)
Michal Ihnát (13/0),
Vojtech Juraško (24/0),
Štefan Kapráľ (4/0),
Juraj Kizivat (4/0),
Štefan Kondor (25/2),
Ľubomír Križ (6/0),
Emil Mráz (1/0),
Miroslav Paško (24/0),
Jozef Porvaz (20/5),
Anton Sabo (6/0),
Pavol Sütö (27/11),
Ján Varga (19/0),
Michal Varga (30/2),
Dušan Varmeďa (11/0),
Michal Vasil (22/0),
Ján Zátorský (14/3),
Jozef Žarnay (29/12) –
trenér Štefan Nadzam, asistent Štefan Potoma

### Chemlon Humenné
Jaroslav Dobrančin (29/0),
Marián Firkaľ (1/0) –
Ján Balaščík (22/1),
Andrej Čirák (1/0),
Štefan Čirák (14/0),
Milan Danko (25/5),
Eduard Gajdoš (27/6),
Jaroslav Galko (28/5),
Jozef Jakica (3/0),
Milan Jakim (28/1),
Jaroslav Jelo (25/1),
Ján Katkovčin (3/0),
Jozef Krivjančin (14/0),
Peter Lovacký (10/1),
Ján Metyľ (18/0),
Dušan Papjak (8/0),
Ján Pituk (16/0),
Pavol Roman (23/5),
Milan Rusnák (5/0),
Michal Skála (12/1),
Michal Szcygieľ (14/3),
Jozef Škrlík (3/0),
Jaroslav Varchola (9/1),
Ladislav Vasilenko (26/0),
Cyril Vasil (4/0),
Štefan Vavrek (12/1) –
trenér Ján Feriančík

### Slovenský hodváb Senica
František Jurkovič (21/0),
Jozef Žitný (11/0) –
Peter Baumgartner (27/3),
Štefan Belík (16/1),
Vladimír Gerič (24/4),
Jaroslav Hutta (17/2),
Miroslav Jakubovič (28/0),
Ferdinand Jurkovič (6/0),
Emil Krajčík (21/2),
Branislav Kubica (3/0),
Miloš Malárik (27/6),
Pavol Mockovčin (3/0),
Vladimír Planka (3/0),
Miroslav Reha (29/2),
Jozef Ružička (8/0),
Marián Rybanský (27/8),
Štefan Sadloň (24/10),
Jaroslav Šarmír (14/1),
Jozef Uhlár (26/2),
Jozef Vanek (25/0),
Milan Zíšek (24/1) –
trenér Fridrich Hutta, asistent Alojz Polakovič

### Baník Prievidza
Ján Mucha (16/0),
Michal Šimko (15/0) –
Štefan Baláž (7/0),
Juraj Bátora (7/0),
Jaroslav Gramblička (13/0),
Jozef Hepner (26/3),
Jaroslav Kostoláni (27/2),
Milan Kušnír (27/9),
Michal Kuzma (27/5),
Dušan Matlo (23/6),
Ivan Nemčický (27/0),
Milan Peciar (13/1),
Ľubomír Pisár (16/1),
Roman Slaný (29/1),
Jozef Strelka (29/5),
Vladimír Šlosár (17/4),
Pavol Tkáč (29/3),
Emil Turček (9/2),
Milan Zvalo (1/0),
Anton Žember (26/4),
Igor Žember (1/0) –
trenér Kamil Majerník, asistent Gerhard Dzian

### Gumárne 1. mája Púchov
Marián Chovanec (9/0),
Milan Šatka (23/0),
Zdeno Vavarítek (2/0) –
Jozef Bielík (24/0),
Pavol Burdej (29/5),
Peter Fraštík (5/0),
Daniel Hyžák (27/7),
Vladimír Hýll (13/10),
Jaroslav Chovanec (25/1),
Vladimír Kavecký (24/2),
Ladislav Kučera (17/1),
Miroslav Kvaššay (1/0),
Peter Luhový (23/6),
Jozef Moriš (21/0),
Jozef Pavlis (27/0),
Miroslav Škripec (25/2),
Miroslav Štefánek (7/0),
Štefan Tománek (26/4),
Štefan Vanák (20/0),
Stanislav Višňovský (8/0),
Jaroslav Vojtek (6/0),
Václav Vojtek (15/3),
Marián Zelinka (11/1) –
trenér Jozef Jozefovič, asistent Štefan Tománek

### Spartak ZŤS Dubnica nad Váhom
Bohuslav Murárik (30/0) –
Ľudovít Baďura (28/6),
Ján Barkóci (30/9),
Štefan Černík (8/0),
Peter Gergely (27/4),
Jozef Hamáček (9/4),
Jozef Hatnančík (19/0),
Jozef Juriga (1/0),
Ján Križko (30/4),
Štefan Kunštár (25/6),
Marián Levko (1/0),
Peter Lonc (23/3),
Ladislav Mackura (28/1),
Marián Mecele (18/1),
Milan Meliš (3/0),
Jozef Norocký (7/0),
Ján Otáhel (1/0),
Jozef Szigeti (2/0),
Pavol Šajben (1/0),
Jaroslav Štefanec (12/0),
Milan Štefánik (15/0),
Tibor Štefánik (23/0),
Ľubomír Višňa (12/1),
Štefan Zábojník (30/0) –
trenér Vojtech Didi, asistent Silvester Kuzma

### TJ ZŤS Martin
Milan Hazucha (7/0),
Viliam Rendko (24/0),
Ján Staník (2/0) –
Vladimír Ančic (17/0),
Milan Bielik (16/0),
Jozef Brňák (5/0),
Ján Grňa (30/2),
Jozef Huťka (29/7),
Marián Chovan (11/0),
Ján Korček (2/0),
Ľubomír Kunert (24/6),
Igor Lavrenčík (19/3),
Marián Lavrenčík (19/1),
Milan Macho (26/0),
Ladislav Machovič (1/0),
Gustáv Ondrejčík (29/0),
Viktor Patyka (13/0),
Jozef Plazák (18/0),
Ľudovít Puvák (29/5),
Milan Senaj (5/0),
Emil Sýkora (16/3),
Ivan Šefčík (15/1),
Ladislav Topercer (16/0),
Dušan Török (1/0),
Miroslav Vereš (1/0),
Jozef Žofaj (10/2) –
trenér Anton Rychtarík, asistent František Karkó

### ZŤS Košice
René Babušík (4/0),
Tibor Matula (9/0),
Ivo Pilip (17/0) –
Bohumil Andrejko (13/8),
Andrej Babčan (17/4),
Jaroslav Bodnár (11/0),
Ján Čorba (3/0),
Milan Flašík (7/0),
Anton Filarský (19/0),
Ján Gajdoš (13/4),
Igor Holeš (24/1),
Michal Ivan (28/6),
Dezider Karako (27/5),
Igor Kaščák (2/0),
Eduard Kováč (11/4),
Ján Kuchár (10/0),
Vladimír Marchevský (29/4),
Petr Mužík (22/2),
František Müller (18/1),
Slavomír Nickel (4/0),
Roman Pivarník (2/0),
Jozef Šariššký (12/0),
Cyril Stachura (27/2),
Štefan Švaňa (28/0),
Ľuboš Tomko (7/0),
Zoltán Tomko (21/1) –
trenér Michal Baránek (od 1. 1. 1985 Andrej Ištok, asistent Andrej Daňko

### Vagónka Poprad
Bernard Kolba (4/0),
Milan Mikuláško (17/0),
Miroslav Užík (10/0) –
Štefan Bača (15/0),
Martin Benko (8/0),
František Budaj (12/2),
Ľubomír Dzura (8/1),
Jaroslav Fedorišin (13/0),
Ján Chmúra (25/0),
Marián Janas (12/0),
Juraj Janičina (19/1),
Juraj Kšenzakovič (22/4),
Vladimír Lajčák (5/0),
Ľubomír Lavko (26/1),
Vladimír Michalička (20/0),
Stanislav Michlík (18/4),
František Molitoris (17/0),
František Rams (18/3)
Miroslav Regec (26/0),
Jozef Sobota (29/6),
Július Šimon (6/0),
Vladimír Šimonovič (19/3),
Ľubomír Šoltés (2/0),
František Záleš (2/0),
Daniel Zaťko (17/0),
Ján Žemba (3/1) –
trenér Emil Kunert, asistent Vladislav Balasko

### TTS Trenčín
Vladimír Figura (12/0),
Vladimír Kišša (19/0) –
Milan Albrecht (23/1),
Ivan Bilský (24/2),
Miroslav Brezovský (27/0),
Juraj Doležal (13/1),
Jaroslav Dvorský (23/0),
Milan Ferančík (2/0),
Daniel Filus (14/2),
Libor Janiš (25/0),
Miloš Jonis (9/1),
Jaroslav Jurkovič (26/10),
Ján Kapko (14/0),
Ján Kozárec (14/1),
Ľuboš Kulich (28/4),
Peter Lipták (3/0),
Stanislav Marcinát (1/0),
Marián Opačitý (24/3),
Jozef Ország (2/0),
Tibor Plichta (13/0),
Ľuboš Raček (6/0),
Štefan Raušlo (9/0),
Miroslav Smolka (24/0),
Jozef Šmitala (10/0),
Jaroslav Ťažký (15/5) –
trenér Michal Vičan (v průběhu podzimu Vojtech Masný, asistent Vojtech Masný (od jara Pavol Fako)

### Lokomotíva Bane Spišská Nová Ves
Ladislav Belan (11/0),
Ľubomír Mišenda (4/0),
Miroslav Užík (15/0) –
Ján Bajtoš ml. (18/1),
Ján Bajtoš st. (16/1),
Milan Bartko (27/9),
Peter Danko (24/3),
Jozef Fabian (24/5),
Rudolf Hudáček (2/0),
Vladimír Iláš (22/0),
Jaroslav Jakubec (20/0),
Radoslav Király (20/3),
Vladimír Kišš (20/0),
Miroslav Kostelník (2/0),
Peter Kozák (1/0),
Miloš Lačný (30/0),
Vladimír Michalko (1/0),
Pavol Milčák (23/0),
Pavol Polák (8/2),
Stanislav Sokolský (29/2),
Cyril Sopkovič (5/0),
Štefan Staroň (26/2),
Jozef Staško (20/0),
Peter Škabla (9/0) –
trenér Anton Švajlen, asistent Peter Danko